# Fossoyeur (Halo)
 (août 2025).
Motif : Pertinence d'un article à part entière non démontrée.
- Archive Wikiwix
- Bing
- Cairn
- DuckDuckGo
- E. Universalis
- Gallica
- Google
- G. Books
- G. News
- G. Scholar
- Persée
- Qwant
- (zh) Baidu
- (ru) Yandex
- (wd) trouver des œuvres sur Wikidata

| 1. | Préciser le motif de la pose du bandeau. | Précisez le motif de la pose du bandeau en utilisant la syntaxe suivante : {{admissibilité à vérifier\|date=août 2025\|motif=remplacez ce texte par le motif}}                        |
| 2. | Informer les utilisateurs concernés.     | Pensez à avertir le créateur de l'article, par exemple, en insérant le code ci-dessous sur sa page de discussion : {{subst:avertissement admissibilité à vérifier\|Fossoyeur (Halo)}} |

Le Fossoyeur (Inferi sententia en langage Forerunner et Gravemind en version originale) est un personnage de l'univers Halo. Apparaissant dans Halo 2 et Halo 3, le Fossoyeur est le stade ultime de l'évolution du Parasite. Son nom de Fossoyeur lui est donné par l'Alliance Covenante, mais il s'agit de son unique désignation.
Le Fossoyeur a été dessiné par une équipe de Bungie composée notamment Robert McLees et Juan Ramirez. Il fut développé sur le schéma d'une créature intelligente et tentaculaire.

## Rôle du personnage
Le Fossoyeur est issu de nombreux organismes infectés par le Parasite qui se sont agglomérés en un corps et en une intelligence centrale.
Il dirige donc le Parasite et nomme les autres organismes inférieurs ses « enfants » et aurait été créé pour prouver que le Parasite n'était pas une simple infection écervelée. Il apparait pour la première fois dans l'Installation 05 lorsqu'il capture le Spartan 117 après que ce dernier a vaincu Regret. Peu après, l'Arbiter, trahi par Tartarus, est précipité dans les profondeurs de la Bibliothèque. Animé d'un fort désir de propager son espèce, il propose un pacte aux deux héros, qui doit servir à nourrir ses intérêts en empêchant les Covenants d'activer Halo Delta et donc d'endiguer la propagation. Cela ne l'empêche pas d'ordonner l'infection d'autres humains ou Shangheili. Le Fossoyeur est donc un manipulateur. Le Fossoyeur est détruit en même temps que l'Arche. Note: le Fossoyeur est comme l'unité centrale du parasite il se crée une fois que le parasite est en masse critique dans une zone. Il ne peut donc pas être tué tant que le parasite n'est pas exterminé.
Le personnage ne fut pas reçu unanimement par la critique. Plusieurs magazines, comme 1UP.com estiment d'ailleurs que son rôle dans Halo 3 est confus et sans réelle motivation.
En version originale, le personnage est doublé par Dee Bradley Baker.